# Museo arquitectónico al aire libre Edo-Tokyo
Museo arquitectónico al aire libre Edo-Tokyo, en el Parque Koganei, Tokio, Japón, es un museo de edificios históricos japoneses. El museo incluye muchos edificios de la clase media japonesa, casas de personas de clase alta como el ex primer ministro Takahashi Korekiyo y Maekawa Kunio, arquitecto del Japón.

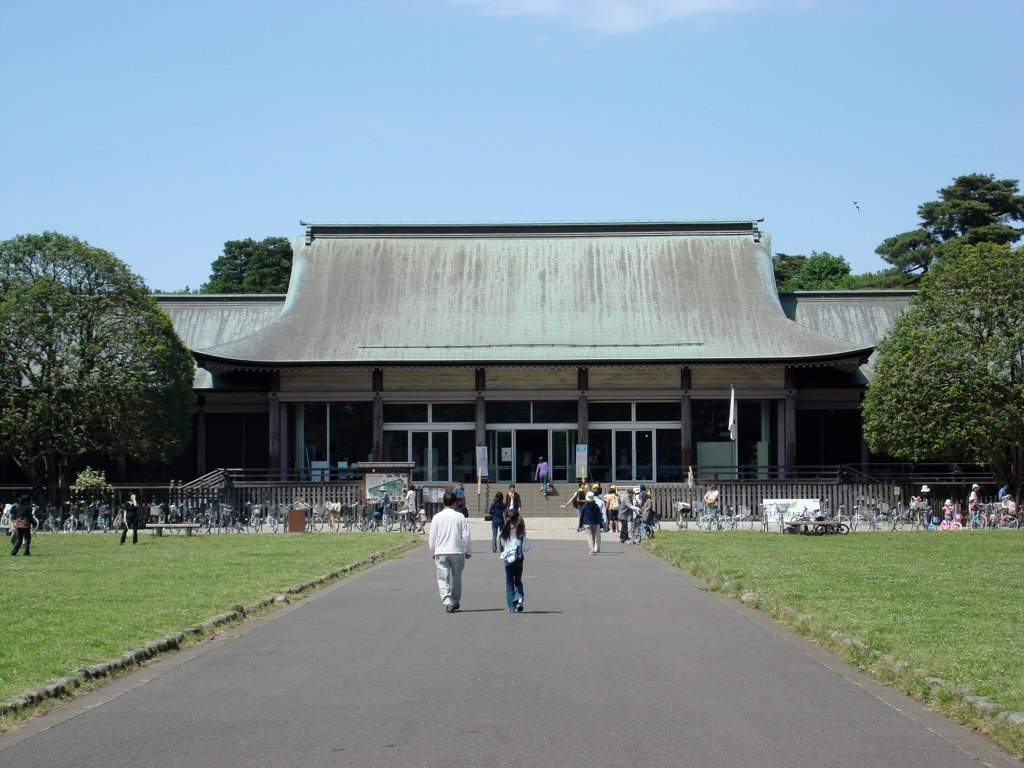
Entrada principal al museo arquitectónico al aire libre Edo-Tokyo

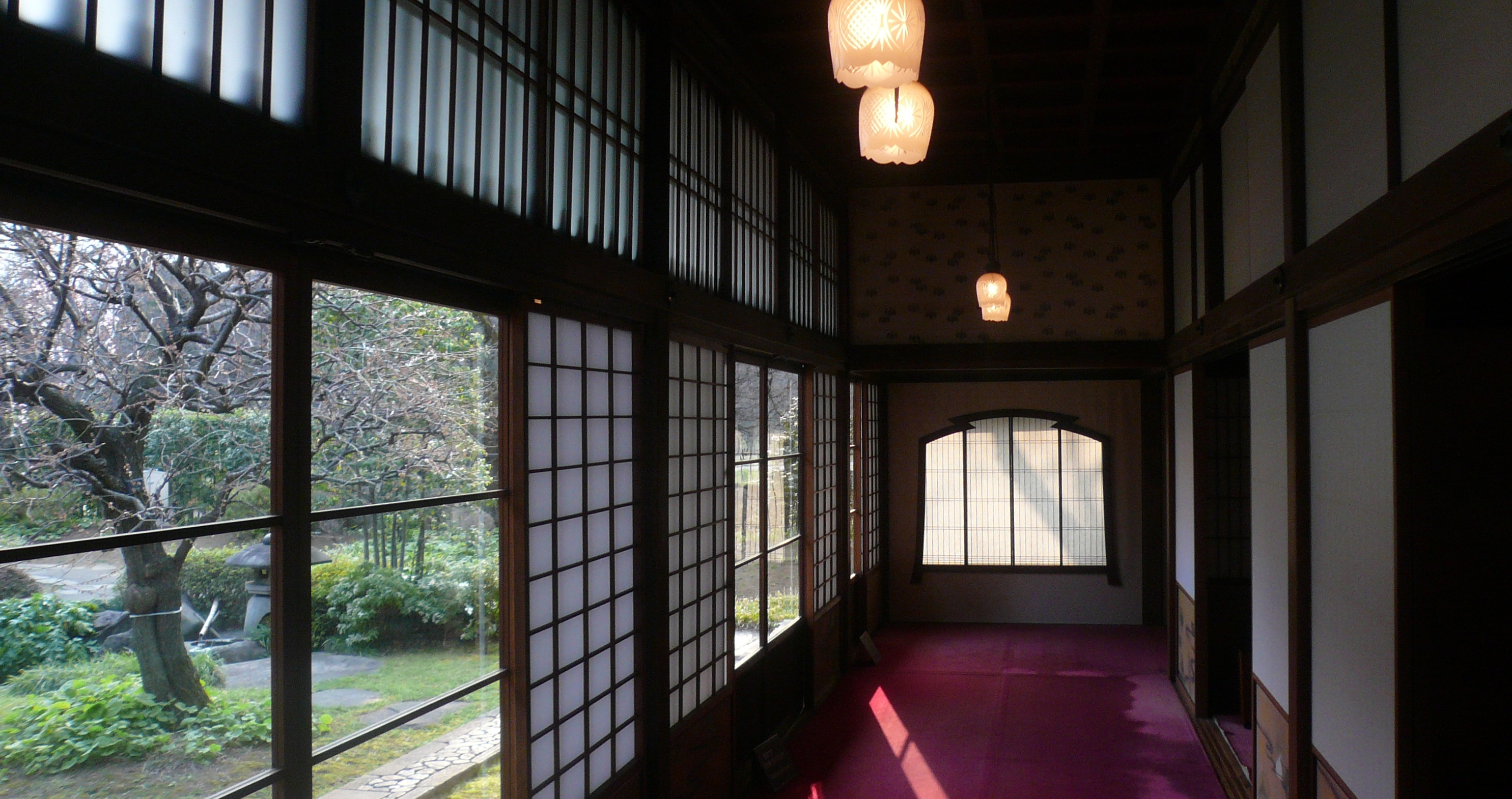
Dentro de la residencia de Takahashi Korekiyo, uno de los muchos edificios en el museo.

El museo permite a los visitantes entrar y explorar una gran variedad de edificios de diferentes estilos, períodos y propósitos, desde los hogares de clase alta a las tiendas de antes de la guerra, los baños públicos (sentō) y los edificios de estilo occidental del período Meiji. Normalmente sería inaccesible para los turistas u otros visitantes ocasionales, o que no se puede encontrar en Tokio.
Aclamado animador Hayao Miyazaki a menudo visitó aquí durante la creación de su película, El viaje de Chihiro, para la inspiración.